# Przygody Robin Hooda (film 1985)
Przygody Robin Hooda / Robin Hood (ang. The Adventures of Robin Hood) – australijski film animowany z 1985 roku wyprodukowany przez Burbank Films Australia.

## Obsada (głosy)
- Robert Coleby jako Robin Hood
- Helen Morse jako Lady Marion
- Wallas Eaton
- George Stephenson
- Richard Meikle
- June Salter
- Peter Snook
- John Fitzgerald

## Wersja polska

### Wersja DVD
Wersja wydana na DVD z angielskim dubbingiem i polskim lektorem.
- Dystrybucja: Vision